# Rubus nuptialis
Rubus nuptialis es una especie de planta del género Rubus, perteneciente a la familia Rosaceae.

## Taxonomía
Rubus nuptialis fue descrita por H. E. Weber en 1973.

## Distribución
Se encuentra en el territorio de Alemania.